# Willie Peeters
Willie Peeters (Nijmegen, 26 oktober 1965) is een Nederlands voormalig vechtsporter. Eerst was hij worstelaar, later kwam hij uit in de discipline mixed martial arts. In het worstelen werd hij twaalfvoudig Nederlands kampioen. In de mixed martial arts won hij in 1996 het eerste Nederlands kampioenschap kooigevecht.

## Biografie
Peeters begon op tienjarige leeftijd te worstelen bij Krachtsportvereniging Achilles te Arnhem. Zijn trainingspartner was Freddy Winters, die Nederlands kampioen was bij de senioren. Op twaalfjarige leeftijd maakte Peeters deel uit van de Nederlandse jeugdselectie worstelen, waarvoor hij in verschillende wedstrijden in Europa uitkwam. In deze periode behaalde hij verschillende Nederlandse jeugdkampioenschappen.
Op zestienjarige leeftijd was Peeters overgegaan tot de senioren, en trainde hij bij Sportschool Oyama in Amsterdam, samen met onder andere Chris Dolman en Wim Ruska. In 1987 raakte Peeters geïnteresseerd in mixed martial arts toen hij de Sportschool Kreijtz in Arnhem bezocht, die onder leiding stond van Fred Royers. Hij begon hier te trainen in het kickboksen, onder andere met Jan Wessels, Nico Anches en Jan Lomulder. Verder deed Peeters in die periode aan karate in de stijl kyokushinkai, waarin hij een toernooi in de zwaargewichtsklasse won.
Peeters' belangstelling voor het worstelen begon af te nemen, en hij legde zich steeds meer toe op mixed martial arts. Hij was een van de eerste Nederlandse deelnemers aan free fights, en wordt daarom als pionier van deze discipline in dit land gezien. In 1991 nodigde Chris Dolman hem uit om deel te nemen aan een toernooi van de organisatie Fighting Network Rings in Japan. Samen met Hans Nijman, Dick Vrij en Herman Renting was Peeters een van de eerste Nederlandse deelnemers aan dit toernooi. In de volgende 10 jaar vocht hij veelvuldig in Japan in toernooien van Rings en van K-1, een organisatie die hieruit voortkwam.
Op 21 april 1996 won Peeters het eerste in Emmen het eerste Nederlands kampioenschap kooigevecht. Op een open Europees kampioenschap sloeg hij elke tegenstander binnen twee minuten knock-out.
Op 36-jarige leeftijd nam Peeters afscheid van de vechtsport met een wedstrijd in Sporthal Zuid in Amsterdam. Hij ontvang hierbij de vijfde dan van Chris Dolman, vanwege zijn prestaties en bewezen diensten in het free fight en mixed martial arts.